# Динеев, Олег Александрович
Оле́г Алекса́ндрович Дине́ев (30 октября 1987, Москва) — российский футболист, полузащитник. Участвовал в нескольких матчах молодежной сборной России.

## Карьера

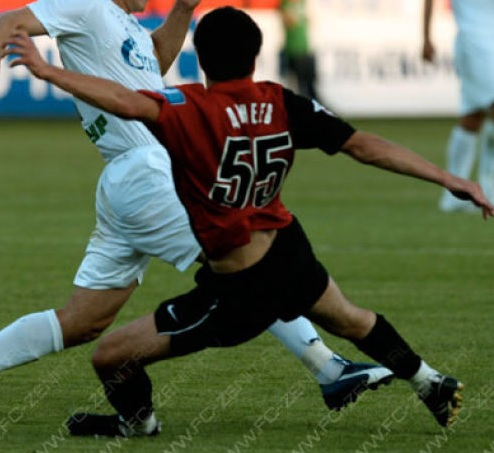
Динеев в «Химках»

В 2003—2006 годах выступал за дубль московского «Спартака». Победитель первенства дублирующих составов 2006. В сезоне 2007 года дебютировал в основном составе клуба в кубковом матче против «Зенита» из Санкт-Петербурга. В чемпионате России дебютировал в апрельском матче с «Крыльями Советов» (1:0). Провёл 16 игр и забил 6 голов в турнире дублёров (в котором его клуб одержал победу), также сыграл 9 матчей в аренде в ярославском «Шиннике», выступавшем в Первом дивизионе и вышел с клубом в Премьер-лигу с первого места.
13 февраля 2008 года дебютировал в Кубке УЕФА против «Марселя», всего в 2008 году сыграл в двух официальных и нескольких товарищеских матчах за основную команду «Спартака», 7 игр (в которых забил 3 гола) за дублирующий состав (который вновь победил в первенстве). Также в 2008 сыграл 12 игр, во второй половине сезона, на правах аренды, за клуб «Химки», который смог сохранить прописку после провального первого круга в элите российского футбола. В 2009 году сыграл 6 матчей и забил 1 гол в первенстве молодёжных команд.
В июле 2010 года подписал контракт с «Динамо» из Брянска, однако из-за надрыва мышц бедра провёл только один матч.. 2 марта 2011 года было объявлено, что Динеев заявлен за «Салют» из Белгорода, который по окончании сезона решил задачу выхода в Первый дивизион.
Завершил профессиональную деятельность в 2011 году из-за травм несовместимых с карьерой профессионального спортсмена.

## Достижения
- Победитель Первого дивизиона России: 2007
- Победитель молодежного первенства России (1): 2008
- Победитель турнира дублёров РФПЛ (2): 2006, 2007
- Победитель Второго дивизиона России (1): 2011/12